# Kuifvlinder
De kuifvlinder (Cucullia verbasci, synoniem: Shargacucullia verbasci) is een nachtvlinder uit de familie van de nachtuiltjes. De spanwijdte bedraagt tussen de 45 en 50 millimeter.
De vlinder vliegt in mei en juni met name in duingebieden en open gebieden met zandgrond. Het verspreidingsgebied beslaat West-, Zuid- en Centraal-Europa en Noord-Afrika.
De rupsen hebben als waardplanten helmkruidachtigen zoals toortsen en Buddleia globosa.